# Creekkriget
Creekkriget 1813-1814 började som ett inbördeskrig bland creekindianerna, men utvidgades till att bli en del av 1812 års krig. Kriget slutade med freden i Fort Jackson 1814, då creekerna tvingades avträda större delen av Alabama och den södra delen av Georgia till Förenta Staterna.

## Inbördeskriget
Det creekiska inbördeskriget utkämpades mellan Red Sticks, en traditionalistisk fraktion, som aggressivt kämpade för en återgång till folkets traditionella samhällsliv baserat på jakt och kollektivt jordägande och White Sticks, de creeker som ackulturerats och övertagit ett euro-amerikanskt levnadssätt med privat jordägande, stora plantager och afrikanska slavar. Kriget började 1813, när en liten grupp Red Sticks mördade två vita nybyggarfamiljer vid Ohiofloden. Creekernas indianagent krävde att mördarna skulle utlämnas till den amerikanska rättvisan. Istället avrättade creekerna själva gärningsmännen. Detta var gnistan som utlöste inbördeskriget.

## Kriget
Red Sticks ledare allierade sig med britterna, som hade till mål att skapa en indiansk buffertstat mellan Mississippifloden och Appalacherna, och med spanjorerna i Florida, som oroades över amerikanska anspråk. USA blev inblandat i kriget när amerikanska trupper och Red Sticks som återvände från Florida med krigsmateriel drabbade samman. Vid Fort Mims anföll Red Sticks och dödade 300-500 människor. Bland dessa fanns män, kvinnor och barn och det var en blandning av vita, slavar och halvblodscreeker. Andra fort i området anfölls också framgångsrikt. Paniken spred sig i sydstaterna; de federala trupperna var fullt upptagna med att utkämpa 1812 års krig samt att slåss mot Tecumseh, så sydstaterna fick själva utkämpa kriget.
Trupper från Tennessee, Georgia och Mississippi mobiliserades för kriget. Till dessa slöt sig också soldater från de proamerikanska nedre creekstäderna och från cherokeerna. Red Sticks förfogade som mest över 4 000 soldater med kanske 1 000 musköter, annars var de utrustade med pil och båge. De hade aldrig deltagit i ett större krig och deras ledare saknade erfarenhet av att samordna större operationer. Centrum för Red Sticks var Econochaca (the Holy Ground) omkring 25 svenska mil från närmaste amerikanska underhållsbas. Amerikanska trupper avancerade från tre olika håll mot detta centrum. I det följande slaget vid Econochaca 23 december 1813 besegrades Red Stick men deras ledare Red Eagle undkom.
I mitten på mars 1814 avancerade Andrew Jackson med trupper från Tennessees nationalgarde och ett regemente från USA:s armé samt indianska allierade mot Red Sticks vilka hade samlat sig längs Tallapoosa. I slaget vid Horseshoe Bend besegrade Jacksons trupper Red Sticks och kriget var i praktiken över.

## Freden i Fort Jackson
Freden i Fort Jackson avslutade creekkriget. I fredsfördraget tvingades creekerna att avstå  93 000 km² creekisk mark. Det gällde även de som stridit på den amerikanska sidan, 